# Самари-Оріхівська сільська рада
| Самари-Оріхівська сільська рада — колишня адміністративно-територіальна одиниця та орган місцевого самоврядування у Ратнівському районі Волинської області з адміністративним центром у с. Самари-Оріхові. Припинила існування 17 травня 2017 року через включення до складу Самарівської сільської громади Волинської області. Натомість утворено Самари-Оріхівський старостинський округ при Самарівській сільській громаді Волинської області. Історична дата утворення: 22 грудня 1986 року. Водоймища на території, підпорядкованій даній раді: озера Оріхівське, Оріховець, Засвяття. Сільській раді підпорядковувались населені пункти: - с. Самари-Оріхові - с. Березники - с. Мале Оріхове |

## Склад ради
Рада складалась з 16 депутатів та голови.

### Керівний склад ради
| ПІБ                           | Основні відомості                                                 | Дата обрання | Дата звільнення |
| ----------------------------- | ----------------------------------------------------------------- | ------------ | --------------- |
| Трофімук Василь Володимирович | Сільський голова, 1962 року народження, освіта, безпартійний      | 26.03.2006   | 31.10.2010      |
| Трофимук Василь Володимирович | Сільський голова, 1962 року народження, освіта вища, безпартійний | 31.10.2010   |                 |

Примітка: таблиця складена за даними джерела

## Населення
Згідно з переписом УРСР 1989 року чисельність наявного населення сільської ради становила 1139 осіб, з яких 555 чоловіків та 584 жінки.
За переписом населення України 2001 року в сільській раді мешкало 1270 осіб.

### Мова
Розподіл населення за рідною мовою за даними перепису 2001 року:
| Мова       | Відсоток |
| ---------- | -------- |
| українська | 99,69 %  |
| білоруська | 0,23 %   |
| російська  | 0,08 %   |